# Ryszard Wójcik
Ryszard Wójcik (Opole, 6 giugno 1956) è un ex arbitro di calcio polacco.

## Carriera
Esordisce il 13 Agosto 1988, arbitrando il match Wisla Cracovia-GKS Jastrzębie 1-0. Diventa arbitro internazionale FIFA nel 1990, fino al 2001. Ha arbitrato oltre 100 partite nella Ekstraklasa dal 1988 al 2002. Nel 1991, condusse due partite del Campionato mondiale di calcio Under-20, Brasile-Costa d'Avorio 2-1, e il quarto di finale Portogallo-Messico 2-1. Nel 1993 ha arbitrato la gara di qualificazione al mondiale di calcio del 1994 del Gruppo 1, Italia-Portogallo, terminata con la vittoria degli azzurri per 1-0.
Venne selezionato dall'UEFA per il Campionato mondiale di calcio 1998, nel quale diresse la sfida del gruppo E Olanda-Corea del Sud, terminata 5-0 per i Tulipani.
Ha inoltre arbitrato la finale della Supercoppa UEFA 1999, tra Lazio e Manchester United, vinta 1-0 dai biancocelesti. Diresse altresì alcune gare di  Champions League, tra cui il Quarto di Finale di UEFA Champions League 1994-1995, Hajduk Spalato-Ajax 0-0, e la sfida tra Schalke 04 e Arsenal della Champions League 2001-2002, terminata 3-1. L'ultima partita che arbitra in carriera, prima di ritirarsi nel 2002, è la finale di ritorno della Puchar Ekstraklasy tra Wisla Cracovia e Legia Varsavia, terminata con il risultato di 2-1.

## Vita privata
Wójcik è un imprenditore, ed è titolare di un'agenzia privata di viaggi, denominata "Sindbad", fondata nel 1983.